# Here Before
Here Before ist ein Filmdrama von Stacey Gregg, das im März 2021 beim South by Southwest Film Festival seine Premiere feierte.

## Handlung
Nachdem neue Nachbarn nebenan eingezogen sind, beginnt eine Frau ihre Realität in Frage zu stellen.

## Produktion
Regie führte Stacey Gregg, die auch das Drehbuch schrieb. In beiden Fällen handelt es sich um ihr Debüt bei einem Spielfilm, die eigentlich am Theater und für Fernsehsendungen arbeitet.
Die Hauptrolle von Laura wurde mit Andrea Riseborough besetzt. Jonjo O’Neill übernahm die Rolle von Brendan, Martin McCann spielt Chris. Eileen O’Higgins übernahm die Rolle von Marie, Niamh Dornan spielt deren Tochter Megan.
Die Filmmusik komponierte Adam Janota Bzowski. Das Soundtrack-Album mit 18 Musikstücken wurde Anfang März 2023 veröffentlicht.
Die Weltpremiere erfolgte am 17. März 2021 beim South by Southwest Film Festival. Am 20. Juli 2021 eröffnete Here Before das Galway Film Fleadh.

## Rezeption

### Kritiken
Der Film stieß bislang auf die Zustimmung von 85 Prozent aller Kritiker bei Rotten Tomatoes.

### Auszeichnungen
Festival international du film de La Roche-sur-Yon 2021
- Nominierung im internationalen Wettbewerb (Stacey Gregg)[9]

Galway Film Fleadh 2021
- Auszeichnung als Bester irischer Film[10]

Sitges Film Festival 2021
- Nominierung als Bester Film im Official Fantàstic Competition[11]

South by Southwest Film Festival 2021
- Nominierung im Narrative Feature Competition[12]